# La Vinata, Tzintzuntzan
La Vinata är en ort i Mexiko.   Den ligger i kommunen Tzintzuntzan och delstaten Michoacán de Ocampo, i den södra delen av landet, 260 km väster om huvudstaden Mexico City. La Vinata ligger 2 051 meter över havet och antalet invånare är 113. Den ligger vid sjön Lago de Pátzcuaro.
Terrängen runt La Vinata är huvudsakligen kuperad, men åt sydväst är den platt. Runt La Vinata är det ganska tätbefolkat, med 134 invånare per kvadratkilometer. Närmaste större samhälle är Pátzcuaro, 8,3 km söder om La Vinata. I omgivningarna runt La Vinata växer huvudsakligen savannskog.